# Polering
Polering är mekanisk eller kemisk ytbehandling, som syftar till att göra en yta slätare. Därmed kan man öka ytans reflektion och erhålla glans.